# Mahmoud Kharabsheh
Pour les articles homonymes, voir Kharabsheh.
 (décembre 2021).
Mahmoud Kharabsheh (aussi appelé Mahmud al-Kharabsha, arabe : محمود الخرابشة, né en 1951) est un homme politique et avocat jordanien. Il est ministre d'État du gouvernement de Bisher Al-Khasawneh depuis le 12 octobre 2020.
Auparavant, il était membre de la Chambre des représentants dans les 12e à 17e parlements. Il a exercé plusieurs mandats en tant que chef du comité juridique de la Chambre.

## Carrière politique
En 1999, il s'oppose à la modification de l'article 340 de la loi, qui réduit la peine ou exonère ceux qui tuent des membres de la famille pour atteinte à l'honneur de la famille. En octobre 2007, il déclare qu'il faudrait beaucoup de temps à la société jordanienne pour changer son attitude envers les crimes d'honneur.
Alors qu'il est à la tête du comité juridique de la Chambre au début des années 2000, Kharabsheh accuse Issams al-Rawabdeh, le fils du Premier ministre jordanien Abdelraouf al-Rawabdeh, de corruption. Les accusations provoquent le remaniement du cabinet d'al-Rawabdeh, cette décision est considérée comme un moyen de réduire les critiques contre lui-même.
Après l'élection d'un nouveau parlement en 2003, plusieurs lois temporaires doivent être révisées. Deux d'entre elles sont liées aux droits des femmes : l'article 340 prévoit la même réduction de peine pour les femmes coupables de crimes d'honneur, et la loi Khuloe donne aux femmes le droit de demander le divorce sans donner de motif en échange de la dot de leur mariage. Kharabsheh déclare voter contre la loi Khuloe car il la considère comme en contradiction avec la charia. Il déclare également que "les femmes détruiraient la famille si le divorce était entre leurs mains".
En juin 2009, il demande la démission d'Omar Rimawi, président de l'Université appliquée d'Al-Balqa`, pour son implication dans la corruption financière et administrative. Peu de temps après, le neveu de Mahmud, Atef al-Kharabsha, est nommé conseiller de Rimawi.
En janvier 2012, Kharabsheh est contre l'énergie nucléaire comme source d'énergie de la Jordanie. Il cite les coûts élevés et les approvisionnements en uranium inférieurs aux prévisions comme les principaux problèmes pour la construction d'une centrale nucléaire.
En mars 2012, il  affirme que le projet de loi sur les passeports jordaniens viole la Convention de Vienne sur les relations diplomatiques. En vertu de cette loi, les premiers et anciens premiers ministres, ministres, représentants, sénateurs et autres hauts fonctionnaires auraient le droit à des passeports diplomatiques. Kharabsheh, en tant que chef de la commission juridique de la Chambre, vote contre les amendements avec un autre représentant. Les sept autres membres du Comité votent pour les changements.
En avril 2012, alors qu'il est chef du comité juridique de la Chambre, Kharabsheh déclare que la Chambre des représentants a les pleins pouvoirs pour modifier le projet de loi sur les élections lié aux élections jordaniennes de 2013.
Après les élections de janvier 2013, il se présente comme président de la Chambre des représentants, cependant, il est éliminé au premier tour de scrutin après avoir reçu 5 des 150 voix. Saad Hayel Srour remporte l'élection au second tour.
En novembre 2017, Kharabsheh est présent à un entretien de groupe sur le harcèlement sexuel pour Deutsche Welle et se brouille avec le modérateur après avoir mis en doute l'authenticité d'une femme parlant de ses expériences. Kharabsheh quitte l'entretien. Il déclare par la suite qu'il poursuivrait Deutsche Welle pour outrage à la Jordanie.
Le 12 octobre 2020, il est nommé ministre d'État du gouvernement de Bisher Al-Khasawneh. Étant testé positif au COVID-19, il ne prête pas serment avec le reste du cabinet.